# (7717) Tabeisshi
(7717) Tabeisshi (1997 AL5) – planetoida z pasa głównego asteroid okrążająca Słońce w ciągu 3,8 lat w średniej odległości 2,43 j.a. Odkryta 7 stycznia 1997 roku.